# 冨田真紀子
冨田 真紀子（とみた まきこ、1991年8月2日 - ）は、日本の元ラグビーユニオン女子日本代表選手。

## 人物
1991年8月2日、岡山県出身で千葉県育ち。跡見学園中学校・高等学校⇒早稲田大学国際教養学部卒業。
中学校まではバスケットボールをやっていたが、成長痛の治療で通院していた医療施設の関係者から「これからはラグビーの時代」という話を聞かされて、ラグビーのクラブチーム『世田谷区ラグビースクールレディース』（通称：世田谷レディース）の練習を見学したことがきっかけでラグビーを中学校3年より始める。父は関西学院大学で主将を務めたことのある元ラグビー選手であったため、娘がラグビーを始めたことを喜んで練習相手を買って出たこともあったという。
跡見学園高等学校1年次の時には、「日本では拮抗したチームが少なくて練習環境が厳しい」と、自らオーストラリアへのラグビー留学も敢行し、地元のクラブチームへ入ってプレーして屈強な豪州女子選手相手にタックルを掛け回るなどした結果、日本へ帰国する頃には留学前に比して体格も大きくなっていたという。
高校時代から15人制及び7人制のラグビー女子日本代表に招集されており、15人制では2010年5月22日に開催された女子国際親善試合の日本対香港戦（秩父宮ラグビー場）に後半21分から途中出場したのが初キャップである。尚、冨田は15人制代表ではフルバック、7人制代表ではプロップと畑の違うポジションをこなしている。ラグビーワールドカップセブンズ（7人制のワールドカップ）では2009年、2013年の二回出場を果たしている。
2014年、早稲田大学を卒業と同時にフジテレビジョンへ入社。入社後は人事局人事部に配属される。同年は7人制代表のメンバーとして2014年アジア競技大会（大韓民国・仁川広域市）に出場。大会では決勝で中華人民共和国に惜敗して銀メダルとなった。
2015年は7人制代表での活動が多く、特に2016年リオデジャネイロオリンピック出場を賭けたアジア予選では香港ラウンド及び日本ラウンドの二大会で主力として出場、オリンピック出場権獲得に寄与した。
2017年、女子ラグビーワールドカップ2017の15人制女子日本代表に選ばれた。
2021年、フランスへ移籍し、ロンス・ラグビー・フェミナン・ベアーン・ピレネーに加入。
2024年、引退を表明。